# Неженка (Новониколаевский район)
Неженка (укр. Ніженка) — село,
Терсянский сельский совет,
Новониколаевский район,
Запорожская область,
Украина.
Код КОАТУУ — 2323686609. Население по переписи 2001 года составляло 12 человек.

## Географическое положение
Село Неженка находится на расстоянии в 1,5 км от сёл Зелёная Диброва, Розовка и Зарница.